# Get a Mac
Get a Mac (översatt Skaffa Mac) är en tv-reklamkampanj (2006–2010) skapad för Apple Inc. av TBWA\Media Arts Lab som visades i USA, Kanada, Australien, Nya Zeeland, Storbritannien och i Japan. I reklamfilmerna representerade två personer en PC (spelad av John Hodgman) och en Mac (spelad av Justin Long). Filmerna har fått stor massmedial uppmärksamhet runt om i världen.